# Palencia (Guatemala)
Palencia (en honor al apellido de uno de sus propietarios originales) es un municipio del departamento de Guatemala, situada a 28 km al noreste de la Ciudad de Guatemala, capital de la República de Guatemala. El municipio se extiende sobre una zona selvática, con una población dispersa en pequeños núcleos, normalmente no superiores a los 3,000 individuos. El censo de 2018 arrojó un total de 73.432 habitantes.
Después de la Independencia de Centroamérica y luego de la expulsión de las órdenes regulares y del partido conservador en 1829, los liberales al mando de Francisco Morazán subastaron la hacienda entre sus correligionarios.  Sin embargo, tras el derrocamiento del gobierno liberal de Mariano Gálvez 1838, se permitió el regreso de los conservadores y de las órdenes religiosas, quienes poco a poco fueron recuperando sus antiguos bienes, aunque nunca lo hicieron en su totalidad.  La hacienda perteneció al general conservador Rafael Carrera, presidente de la República, pero cuando este tuvo que partir al exilio en 1848 la vendió a los frailes dominicos.
Carrera regresó en 1849 y fue nombrado presidente vitalicio en 1854; tras su muerte en 1865, el mariscal Serapio Cruz —quien había sido un aliado de confianza de Carrera y era originario de Palencia— se dio cuenta de que podía tomar el poder e inició una revuelta en 1870, pero fue derrotado y pasado por las armas en Palencia en 1870; su cadáver fue decapitado y su cabeza fue llevada a la Ciudad de Guatemala como trofeo de guerra. Este hecho sangriento fue la chispa que encendió la Revolución Liberal que derrocó al gobierno del mariscal Vicente Cerna y Cerna el 30 de junio de 1871.
El área de Palencia era una hacienda que pertenecía a los frailes dominicos durante el gobierno conservador del general Rafael Carrera; pero después de Revolución Liberal, aprovechando que el presidente de facto Miguel García Granados estaba ausente aplacando una revuelta conservador, el presidente en funciones, Justo Rufino Barrios expulsó a los frailes y les expropió la hacienda, convirtiéndola en ejido para poder subastarla entre sus correligionarios en 1872.
Entre sus principales poblaciones se encuentran Los Mixcos, El Paraíso, San Sur, El Fiscal y Azacualpilla; y entre sus ciudadanos notables está el mariscal Serapio Cruz, conocido popularmente por los guatemaltecos como «Tatalapo».

## Toponimia
El nombre de este municipio se remonta a 1624, cuando durante la época colonial, la hacienda «San José» ubicada en el lugar, fue adquirida por Mathias de Palencia, pasando toda la zona con el tiempo a conocerse simplemente como «Palencia».

## Geografía física
La municipalidad tiene una extensión de 256 km², con una altura media sobre el nivel del mar de 1.400 m. La población se reparte en una treintena de caseríos y un total de 17 aldeas, dedicadas fundamentalmente a la actividad agrícola, con cultivos muy variados y no extensivos. Entre otros productos, se cultivan hortalizas, leguminosas, café, caña de azúcar y diversos tipos de frutas, si bien la zona también cuenta con ganadería bovina y cierta actividad de industrias de artesanía.

### Clima
La cabecera municipal de Palencia tiene clima tropical (Köppen: Aw).
| Parámetros climáticos promedio de Palencia | Parámetros climáticos promedio de Palencia | Parámetros climáticos promedio de Palencia | Parámetros climáticos promedio de Palencia | Parámetros climáticos promedio de Palencia | Parámetros climáticos promedio de Palencia | Parámetros climáticos promedio de Palencia | Parámetros climáticos promedio de Palencia | Parámetros climáticos promedio de Palencia | Parámetros climáticos promedio de Palencia | Parámetros climáticos promedio de Palencia | Parámetros climáticos promedio de Palencia | Parámetros climáticos promedio de Palencia | Parámetros climáticos promedio de Palencia |
| Mes                                        | Ene.                                       | Feb.                                       | Mar.                                       | Abr.                                       | May.                                       | Jun.                                       | Jul.                                       | Ago.                                       | Sep.                                       | Oct.                                       | Nov.                                       | Dic.                                       | Anual                                      |
| ------------------------------------------ | ------------------------------------------ | ------------------------------------------ | ------------------------------------------ | ------------------------------------------ | ------------------------------------------ | ------------------------------------------ | ------------------------------------------ | ------------------------------------------ | ------------------------------------------ | ------------------------------------------ | ------------------------------------------ | ------------------------------------------ | ------------------------------------------ |
| Temp. máx. media (°C)                      | 25.3                                       | 26.5                                       | 28.3                                       | 28.5                                       | 28.2                                       | 26.8                                       | 26.5                                       | 27.0                                       | 26.2                                       | 25.8                                       | 25.3                                       | 24.6                                       | 26.6                                       |
| Temp. media (°C)                           | 19.3                                       | 20.2                                       | 21.6                                       | 22.2                                       | 22.5                                       | 21.8                                       | 21.6                                       | 21.9                                       | 21.4                                       | 21.0                                       | 20.1                                       | 19.0                                       | 21.1                                       |
| Temp. mín. media (°C)                      | 19.3                                       | 20.2                                       | 21.6                                       | 22.2                                       | 22.5                                       | 21.8                                       | 21.6                                       | 21.9                                       | 21.4                                       | 21.0                                       | 20.1                                       | 19.0                                       | 21.1                                       |
| Precipitación total (mm)                   | 3                                          | 2                                          | 8                                          | 32                                         | 131                                        | 218                                        | 234                                        | 173                                        | 301                                        | 157                                        | 36                                         | 3                                          | 1298                                       |
| Fuente: Climate-Data.org                   |                                            |                                            |                                            |                                            |                                            |                                            |                                            |                                            |                                            |                                            |                                            |                                            |                                            |

### Ubicación geográfica
Palencia está en el departamento de Guatemala, y sus colindancias son:
- Norte: San José del Golfo, municipio del departamento de Guatemala
- Noroeste: San Pedro Ayampuc, municipio del departamento de Guatemala
- Sur: San Jose Pinula, municipio del departamento de Guatemala
- Este: El Progreso y Jalapa, departamentos de Guatemala
- Oeste: Ciudad de Guatemala, capital y municipio del departamento de Guatemala[7]

| Noroeste: San Pedro Ayampuc | Norte: San José del Golfo |                          |
| Oeste: Ciudad de Guatemala  |                           | Este: El Progreso Jalapa |
|                             | Sur: San Jose Pinula      |                          |

## Gobierno municipal
Los municipios se encuentran regulados en diversas leyes de la República, que establecen su forma de organización, lo relativo a la conformación de sus órganos administrativos y los tributos destinados para los mismos.  Aunque se trata de entidades autónomas, se encuentran sujetos a la legislación nacional y las principales leyes que los rigen desde 1985 son:
| N.º | Ley                                                | Descripción |
| --- | -------------------------------------------------- | --- |
| 1   | Constitución Política de la República de Guatemala | Tiene una regulación legal específica para los municipios en los artículos 253 al 262. |
| 2   | Ley Electoral y de Partidos Políticos              | Ley de carácter constitucional aplicable a los municipios en el tema de la conformación de sus autoridades electas. |
| 3   | Código Municipal                                   | Decreto 12-2002 del Congreso de la República de Guatemala. Tiene la categoría de ley ordinaria y contiene preceptos generales aplicables a todos los municipios, e inclusive contiene legislación referente a la creación de los municipios.             |
| 4   | Ley de Servicio Municipal                          | Decreto 1-87 del Congreso de la República de Guatemala. Regula las relaciones entra la municipalidad y los servidores públicos en materia laboral. Tiene su base constitucional en el artículo 262 de la constitución que ordena la emisión de la misma. |
| 5   | Ley General de Descentralización                   | Decreto 14-2002 del Congreso de la República de Guatemala. Regula el deber constitucional del Estado, y por ende del municipio, de promover y aplicar la descentralización y desconcentración económica y administrativa.                                |

El gobierno de los municipios de Guatemala está a cargo de un Concejo Municipal mientras que el código municipal —ley ordinaria que contiene disposiciones que se aplican a todos los municipios— establece que «el concejo municipal es el órgano colegiado superior de deliberación y de decisión de los asuntos municipales […] y tiene su sede en la circunscripción de la cabecera municipal». Por último, el artículo 33 del mencionado código establece que «[le] corresponde con exclusividad al concejo municipal el ejercicio del gobierno del municipio».
El concejo municipal se integra con el alcalde, los síndicos y concejales, electos directamente por sufragio universal y secreto para un período de cuatro años, pudiendo ser reelectos.
Existen también las Alcaldías Auxiliares, los Comités Comunitarios de Desarrollo (COCODE), el Comité Municipal del Desarrollo (COMUDE), las asociaciones culturales y las comisiones de trabajo. Los alcaldes auxiliares son elegidos por las comunidades de acuerdo a sus principios y tradiciones, y se reúnen con el alcalde municipal el primer domingo de cada mes, mientras que los Comités Comunitarios de Desarrollo y el Comité Municipal de Desarrollo organizan y facilitan la participación de las comunidades priorizando necesidades y problemas.

Integrantes del Concejo Municipal de la Administración Municipal 2020-2024:
–Alcalde Municipal: Guadalupe Alberto Reyes Aguilar
–Concejal Primero: Ramiro Tercero Aquino
–Concejal Segundo: María Cristina Mijangos Jolón
–Concejal Tercero: Nery Guillermo Sanuncini Garrido
–Concejal Cuarto: José Ovidio Itzep Montenegro
–Concejal Quinto: Manuel de Jesús Franco Escobar
–Síndico Primero: Emeterio Rodas Aguilar
–Síndico Segundo: Elio Maín Carrera Alvizures

## Historia
Durante la época colonial, Palencia era una hacienda; no se encuentra su nombre en el registro de pueblos y ciudades de la Capitanía General de Guatemala.  En 1624, la hacienda fue adquirida por Mathías de Palencia, y partir de ese momento la localidad se llamó «Hacienda de Palencia».

### Tras la Independencia de Centroamérica
Tras la Independencia de Centroamérica en 1821, se escribió la constitución del Estado de Guatemala, la cual estableció los circuitos para la administración de justicia en el territorio del Estado y menciona que Palencia era parte del Circuito Norte-Guatemala, junto con los barrios de las parroquias de El Sagrario, La Merced, Candelaria, y San Sebastían en la Ciudad de Guatemala, y los poblados de Jocotenango, Chinautla, San Antonio La Paz, San Antonio Nacagüil, Carrizal, lo de Reyes, el Chato, las Vacas, las Tapias, Las Flores, Pueblo Nuevo de Santa Rosa, Pontezuelas, Navajas, San José, lo de Iboy, Vuelta Grande y Zarzal.
El 4 de septiembre de 1832, la hacienda de Palencia fue subastada por Juan José Guerra; las medidas del terreno fueron realizadas por José Gregorio Carrascosa y Pantaleón Díaz, y fue finalmente adquirida por Manuel José Jáuregui y Juan Nepomuceno Asturias, a razón de 200 pesos por caballería.
En 1848 se reporta que la hacienda pertenece al general Rafael Carrera, a la sazón presidente de la República, quien cuando fue exiliado a Chiapas decidió vender sus propiades de Palencia, junto a otras que tenía en Agua Caliente, Plan Grande, Los Cubes, El Cangrejito y Lo de Silva.  Tras la salida de Carrera, la Asamblea Legislativa cedió las tierras de Palencia a la Orden de Predicadores, a quienes solicitó Carrera que las tierras no fueran comprometidas y que se reuniera a los habitantes pacíficamente para educarlos.
Los dominicos se dedicaron a cultivar grandes extensiones de tierra con caña de azúcar en la región de Santa Rosa Grande, Canalitos y El Aceituno, contratando salvadoreños y empleando a personas de raza negra descendientes de antiguos esclavos.

### Muerte del mariscal Serapio Cruz

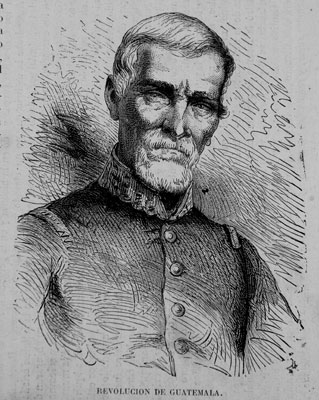
Grabado del general Antonio Solares, general en jefe de las tropas conservadoras que combatieron a Cruz. Tomada de La Ilustración Española y Americana.

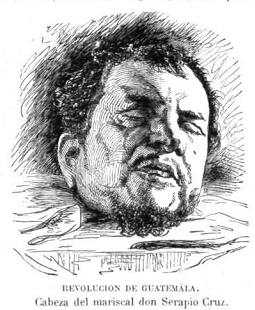
Grabado de la cabeza cercenada de Serapio Cruz, en La Ilustración Española y Americana.

En enero de 1870, cuando se encontraba en las cercanías de la Ciudad de Guatemala y a unos siete kilómetros de Palencia, el mariscal Serapio Cruz, que se había levantado en armas en contra del gobierno del mariscal Vicente Cerna y Cerna fue atacado por las tropas gubernamentales al mando de Antonio Solares, general en jefe del Ejército de Guatemala.  Cruz y sus principales jefes, viéndose perdidos, huyeron por la barranca: desgraciadamente Cruz llevaba fracturada una pierna no pudo continuar su marcha, y cuando lo encontraron sus enemigos lo ultimaron en el acto.
Caliente aún el cadáver, le cortaron la cabeza, y el general Solares dispuso mandar a la ciudad la cabeza como trofeo; en medio de cien soldados iba uno de los vencidos, Luis Benavente, y en sus hombros en una red rellena de hojas y flores, la cabeza del vencido chorreando sangre. Al llegar frente á la iglesia de Candelaria, el portador extrajo la cabeza del vencido para exhibirla a la multitud: por abajo con una mano ensangrentada agarrando el cuello y con la otra encima, sosteniéndolo de los pocos cabellos que quedaban. Y así pasó fue transportada por el centro de la ciudad la cabeza del mariscal Cruz, al son fúnebre de los tambores. Finalmente, la cabeza fue depositada en la capilla del antiguo cementerio; tenía entreabiertos los ojos, y una sonrisa amarga se delineaba en sus labios. Dicha cabeza fue fotografiada, y el retrato se conserva en el Museo Nacional de Historia de Guatemala.
La muerte violenta y la desecración de «Tata Lapo» —como se conocía coloquialmente al mariscal Cruz— sería el inicio de la Revolución Liberal de 1871, que culminaría con el derrocamiento del gobierno de Cerna el 30 de junio de 1871.

### Tras la Reforma Liberal
En 1872, tras la victoria de la Reforma Liberal, y aprovechando que el presidente Miguel García Granados se encontraba fuera del país, el presidente en funciones Justo Rufino Barrios expropió los terrenos a los dominicos por medio del siguiente decreto:
| Palacio del Gobierno: Guatemala, 28 de mayo de 1872 Habiendo la Comunidad de Santo Domingo devuelto al Gobierno la posesión de la hacienda de Palencia; y considerando: que los habitantes de este lugar carecen de tierras para hacer sus sementeras, que es conveniente formar centros de población y un deber del Gobierno proporcionarles los medios de que subsistan y progresen; el teniente general encargado de la Presidencia del Gobierno provisorio, oídas las solicitudes que la Municipalidad y vecinos de Palencia le han elevado, pidiendo el amparo del Gobierno contra los malos tratamientos de que eran víctimas como arrendantes de esa hacienda; ha tenido a bien acordar: - 1.° - Se concede de ejido al pueblo de Palencia la legua cuadrada que señala la ley, en las tierras que componen la hacienda del mismo nombre, debidno todos los habitantes de ésta reducirse a poblado dentro del menor término posible; y - 2.° - Se comisiona al Agrimensor don Félix Vega para que haga la medida del mencionado ejido, aprobada la cual, se darán al pueblo de Palencia los títulos que corresponden. Comuníquese —Justo Rufino Barrios, teniente general encargado de la Presidencia del Gobierno provisorio |

## Cultura
El municipio está poco desarrollado, contando con un 33% de analfabetismo, y una red eléctrica que sólo alcanza al 70% de la población, a pesar de que es vecino de la Ciudad de Guatemala.  La festividad del municipio se celebra durante la última semana de abril, en honor a San Benito.

## Atractivos turísticos
Debido a la exuberante naturaleza del lugar y a la cercanía de la capital, es una zona propicia para el excursionismo. Cuenta también con ruinas o construcciones antiguas siendo un ejemplo de esto la antigua iglesia de Los Mixcos El municipio cuenta con varios destinos turísticos y entre los principales están:
- Centro ecoturístico El Calahuar; una reserva ecológica.
- Laguna Monja Blanca
- Iglesia antigua de Los Mixcos
- La Serrita
- Rio Agua Caliente
- Cerro Tomastepeque (o «pico de Palencia») es una elevación de forma cónica que alcanza los 2150 m s. n. m., desde la que se puede divisar toda la zona.[18][5]